# Marie Allard

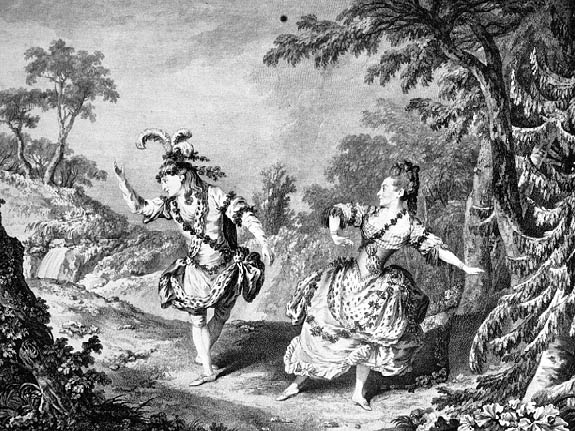
Jean Dauberval und Marie Allard in der Oper Sylvie von Jean-Claude Trial auf einem Druck nach einem Gemälde von Louis Carmontelle

Marie Allard (* 14. August 1742 in Marseille; † 14. Januar 1802 in Paris) war eine französische Tänzerin.

## Leben
Allard debütierte in Marseille und wurde 1761 Mitglied der Pariser Oper. Sie tanzte unter anderem 1778 in der Uraufführung von Mozarts Les petits riens. Allard galt als ausgezeichnete Tänzerin im komischen Genre und im Charakterfach. Sie war die Geliebte von Gaetano Vestris und die Mutter von Auguste Vestris. 1782 zog sie sich vom Theater zurück.